# Adolf Tersmeden
Adolf Tersmeden i riksdagen kallad Tersmeden i Ramnäs, född 17 april 1836 i Klara församling, Stockholm, död 9 maj 1914 i Florens, Italien, var en svensk friherre (från 1879), officer, bruksägare och riksdagsman.
Adolf Tersmeden var fjärde son till bruksägaren och riksdagsmannen Wilhelm Fredrik Tersmeden och Jacquette Tersmeden. Han gick ursprungligen officersbanan och blev kapten vid Svea livgarde 1866. Sedan hans tre äldre bröder avlidit före deras far kom han dock 1879 att ärva såväl faderns friherretitel samt bruksegendomen Ramnäs, vilken han innehade till 1907 då den såldes. Han var också ledamot av styrelsen för Stockholm–Västerås–Bergslagens Järnvägar.
Som riksdagsman var Tersmeden 1885–1887 ledamot av andra kammaren, invald för Västmanlands södra domsagas valkrets.
Adolf Tersmeden var från 1876 gift med Hanna Styrell. Hustrun var tidigare mätress till Karl XV, vilket tvingade Tersmeden att i samband med giftermålet lämna sina poster som hovman och officer. Äktenskapet var barnlöst och därmed utslocknade den friherrliga grenen av ätten Tersmeden med Adolfs död 1914. Han testamenterade merparten av sin kvarlåtenskap till obotligt sjuka i Västmanlands län, men betydande belopp gick också till hans hustrus anhöriga.

### Webbkällor
- Adolf Tersmeden i Albin Hildebrand, Svenskt porträttgalleri (1913), volym XXVI. Register
- Tersmeden nr 338, tabell 1, adelsvapen.com.
- Dödsruna i Hvar 8 dag nr 37, 1914